# Geolycosa nossibeensis
Geolycosa nossibeensis är en spindelart som först beskrevs av Embrik Strand 1907.  Geolycosa nossibeensis ingår i släktet Geolycosa och familjen vargspindlar.
Artens utbredningsområde är Madagaskar. Inga underarter finns listade i Catalogue of Life.